# Бјелаши
Бјелаши су били присталице безусловног уједињења Србије и Црне Горе, а име су добили по боји листића на изборима за посланике Подгоричке скупштине. За реализацију одлука скупштине изабран је Извршни народни одбор. Изабрани су: Стево Вукотић, Спасоје Пилетић, Лазар Дамјановић, Ристо Јојић и предсједник Марко Даковић. Даковића су сматрали вођом покрета. Извршни народни одбор је имао извршну власт у Црној Гори до доласка Ива Павићевића, повјереника из Београда. Највише присталица су имали међу омладином, од којих су оформили оружане паравојне формације (Омладинске чете и Народна гарда), а командовали су им војска или полиција. Оружје, храну и новчану надокнаду (док учествују у оружаним акцијама) добијали су од војних и полицијских органа. Дужност им је била да се на позив одмах ставе на располагање. Повјереник краљевске владе је формирао летеће чете или тзв. контракомите (осам летећих чета од по сто људи), за борбу против противника уједињења. 
Бјелаши су били за јединствене југословенске државе. Начело им је било: „Један краљ, једна држава, један народ." Заговарали су централизам и за разлику од зеленаша, нису се првенствено ослањали на Српство, већ истицали народносни нихилизам, свесловенство, југословенско јединство. Свој политички програм су проводили досљедно. 
По извршењу уједињења, бјелаши који се политички ангажују постају дио београдских политичких странака: омладина бјелаша, укључујући једног од најважнијих људи одговорних за процес уједињења, Андрију Радовића, новостворене Југословенске демократске странке, док старији људи махом стају уз Народну радикалну странку. 